# 353432 Cabrerabalears
353432 Cabrerabalears è un asteroide della fascia principale interna. Scoperto nel 2007, presenta un'orbita caratterizzata da un semiasse maggiore pari a 2,434612 UA e da un'eccentricità di 0,090060, inclinata di 7,854817° rispetto all'eclittica.
È dedicato all'isola di Cabrera nelle Baleari, principale isola del Parco nazionale marittimo-terrestre dell'arcipelago di Cabrera.